# Alsager
Alsager est une ville située dans le comté de Cheshire, au nord-ouest de l'Angleterre.
La ville possède un club de football amateur nommé Alsager Town F.C. actuellement membre de la Division One South de la Ligue des comtés du Nord-Ouest et joue au Wood Park Stadium. Elle possède également un club de golf nommé Alsager Golf & Country Club.

## Personnalités liées à la ville
- Rowan Cheshire (1995-), skieuse acrobatique britannique spécialiste de half-pipe, y est née.